# Hyundai Elec City
Hyundai Elec City (кор. 현대 일렉시티) — серия низкопольных электробусов и автобусов на водородных топливных элементах (FCEV) на базе Hyundai Aero City, выпускаемых с 2017 года южнокорейской компанией Hyundai Motor Company.

## Описание

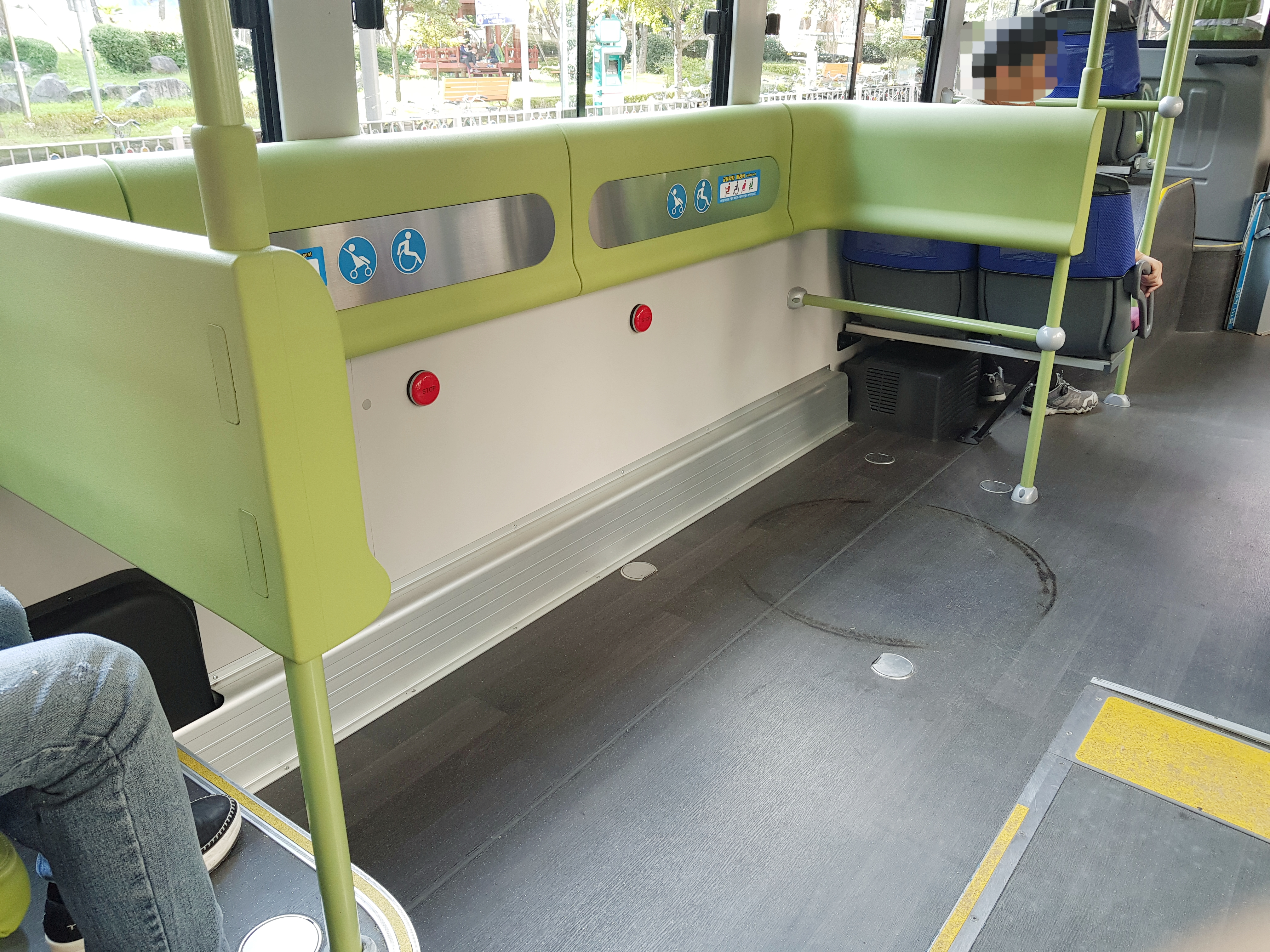
Места для пользователей инвалидных колясок

В мае 2017 года, после восьми лет разработки, Hyundai Elec City был впервые представлен на выставке Hyundai Truck & Bus Mega Fair. Серийное производство было начато 24 ноября 2017 года. Вместимость — 27 посадочных мест.
Электробус Hyundai Elec City оснащён литий-полимерным аккумулятором ёмкостью 256 кВт·ч, произведённым компанией LG Chem. Запас хода на одном заряде — до 290 км. Аккумулятор расположен на крыше, а двигатель — на задней оси, что позволяет увеличить внутреннее пространство по сравнению с аналогичными автобусами. Электробус Hyundai Elec City оснащён передовыми технологиями, такими как система автоматического контроля температуры, которая поддерживает работоспособность аккумулятора при экстремально низких или высоких температурах, а также ультразвуковой датчик, который предотвращает закрытие передней и задней дверей, когда к ним приближается человек.

## Elec City FCEV (2019)
Elec City FCEV — городской автобус на топливных элементах. Компания Hyundai начала проводить исследования и разработки водородных транспортных средств в 1998 году, после чего в 2019 году Elec City FCEV был запущен в производство. Он оснащён системой топливных элементов с максимальной мощностью 180 кВт, баком для водорода объёмом 875 л и аккумулятором высокой мощности ёмкостью 78,4 кВт·ч. Запас хода на одной зарядке — до 550 км. Длина составляет 10995 мм, ширина — 2490 мм, а высота — 3420 мм.
В 2020 году автобус был экспортирован в Саудовскую Аравию, а в 2022 году — в Австрию.
В сентябре 2024 года совокупный объём продаж превысил 1000 единиц.

## Elec City Town (2022)
Eleccity Town — автобус среднего класса длиной 9 метров. Он оснащён тройным аккумулятором мощностью 145 кВт·ч производства SK On и может проехать более 220 км на одном заряде. Вместимость составляет 41 человек, а длина — 9045 мм. Функции: двухступенчатое рекуперативное торможение, книлинг[неизвестный термин] и регулировка высоты кузова.
В июле 2024 года, после прохождения испытаний, автобус был экспортирован в Японию.

## Галерея

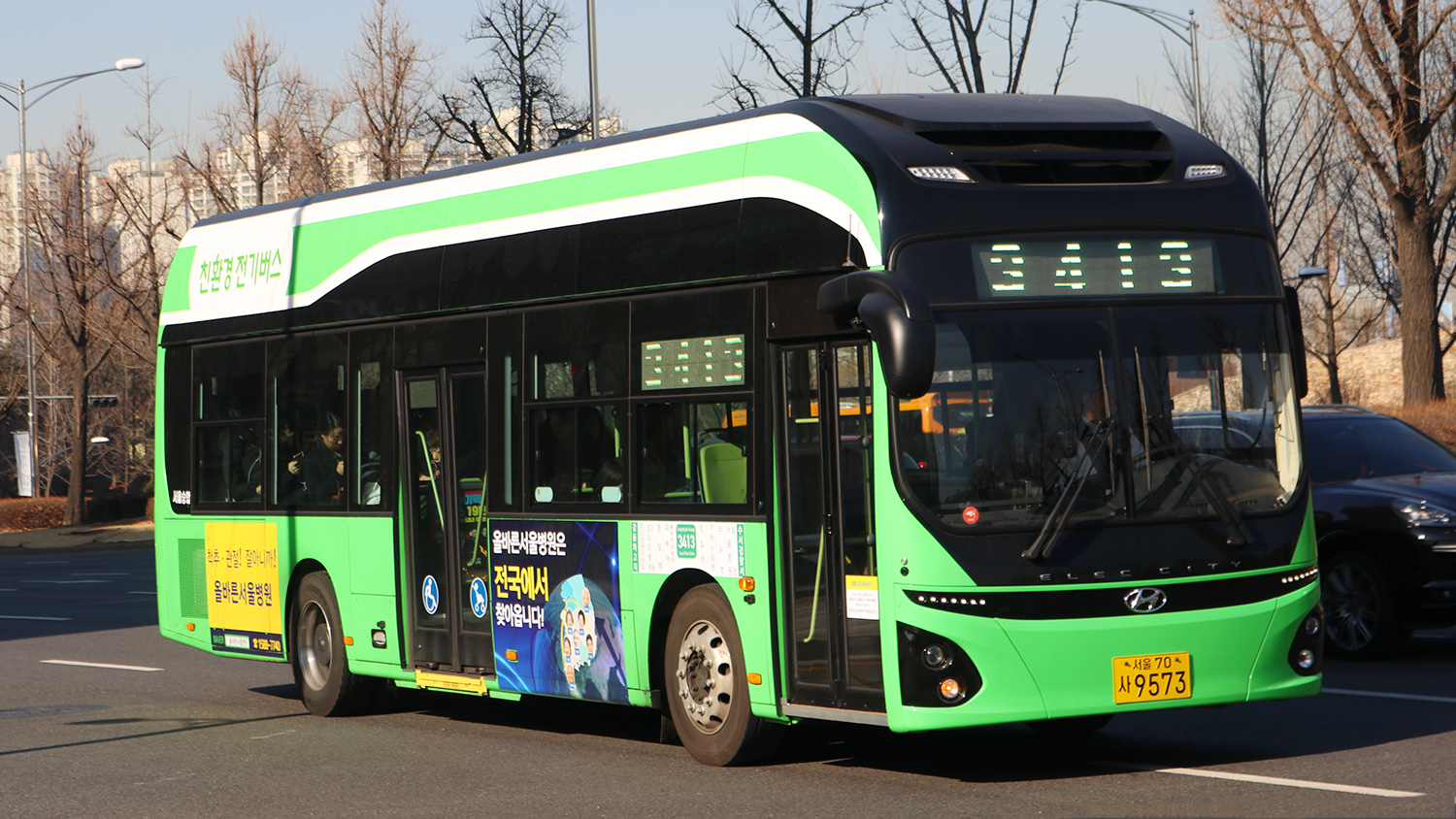
Elec City (3413) в Сеуле
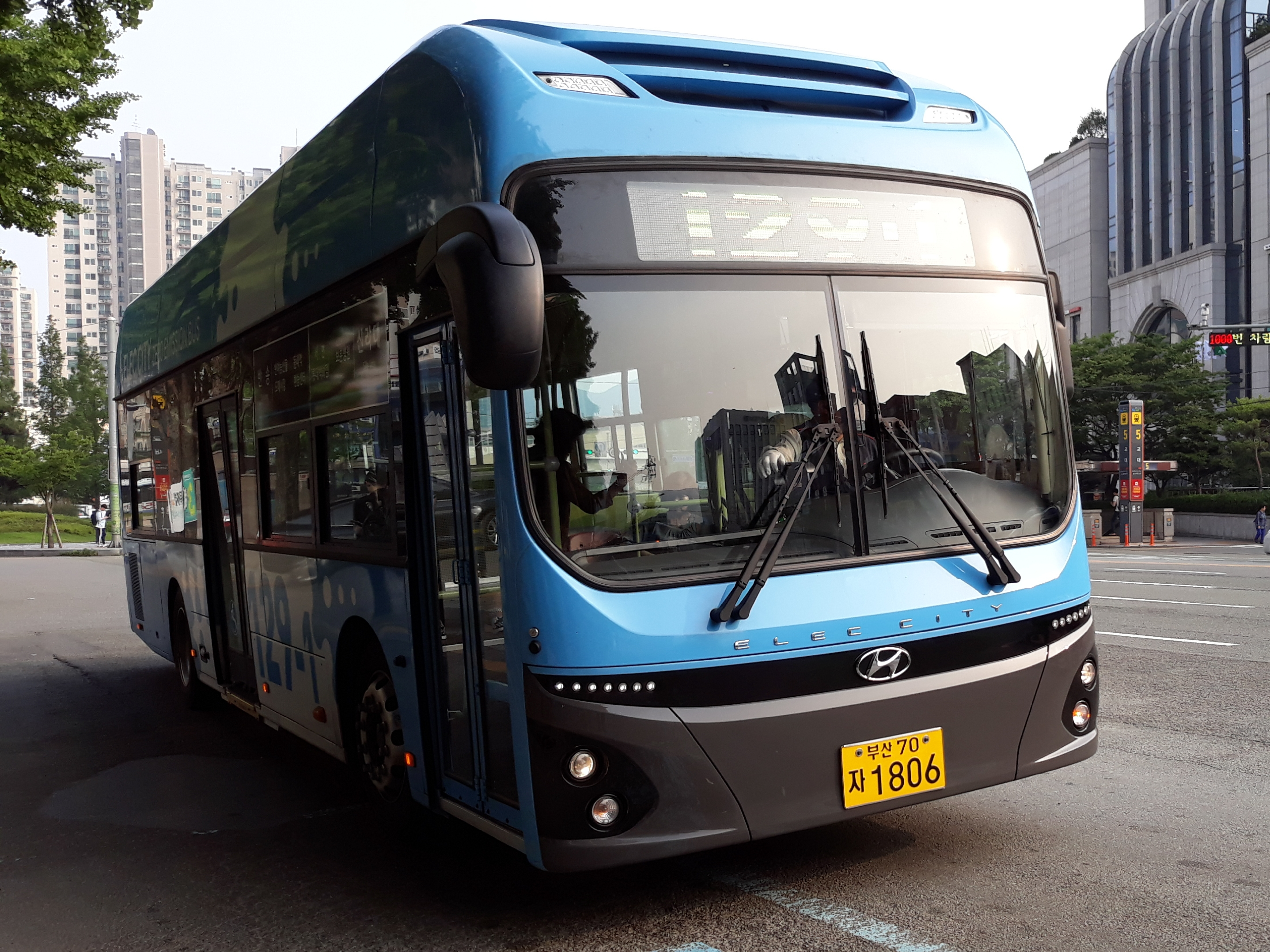
Подзаряжаемый гибридный автобус в Пусане
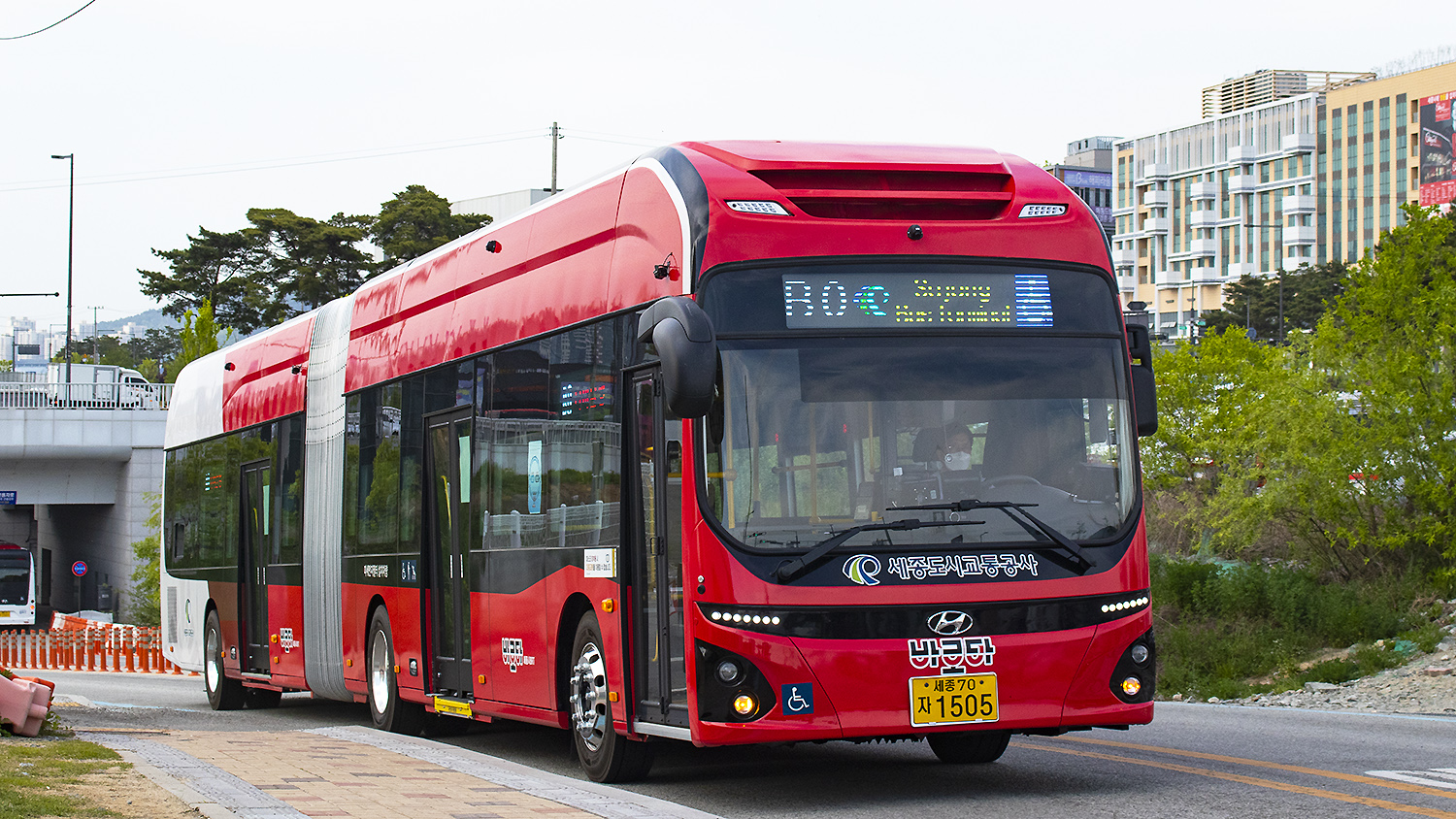
Сочленённый автобус в Седжоне
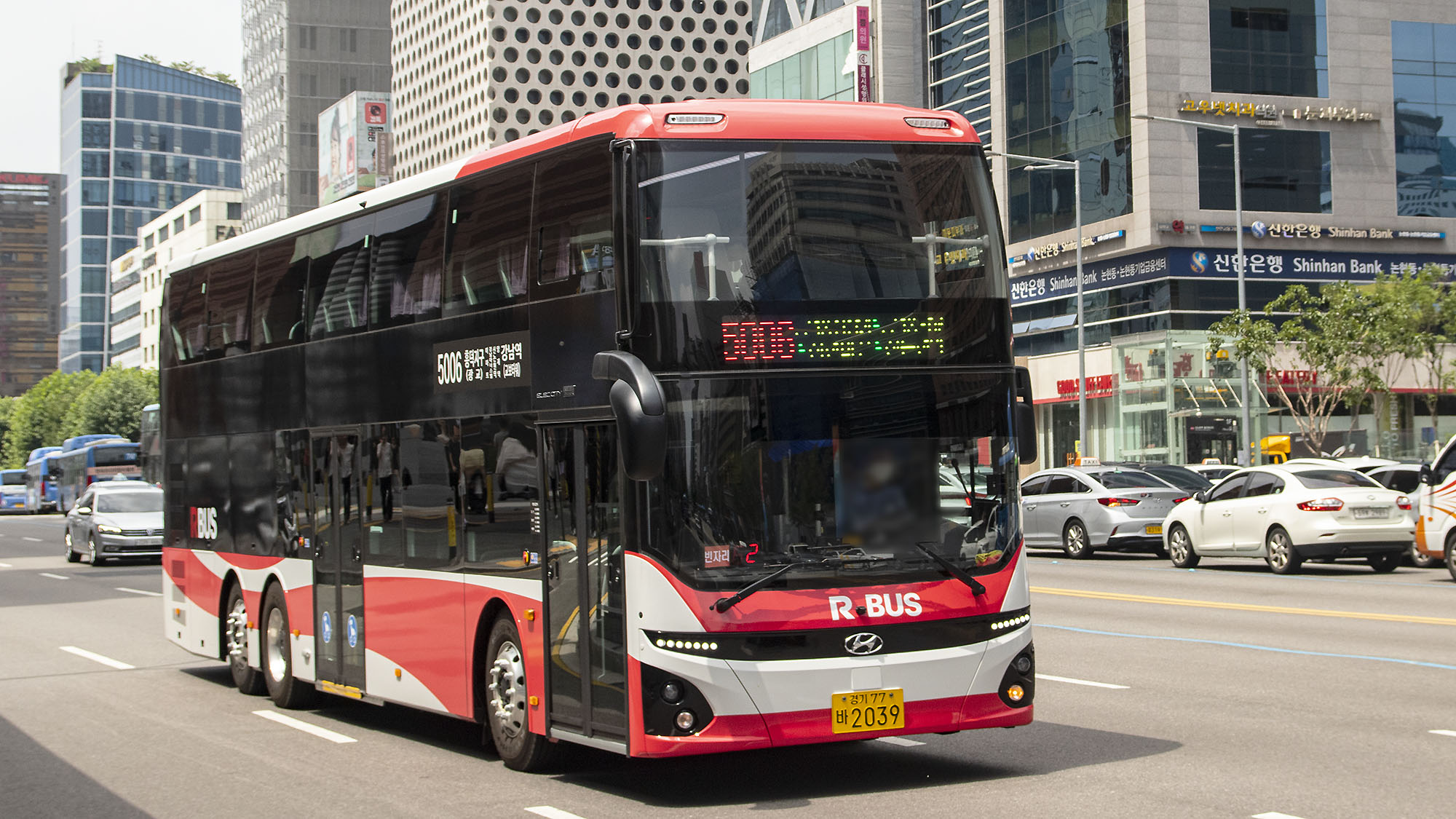
Двухэтажный автобус
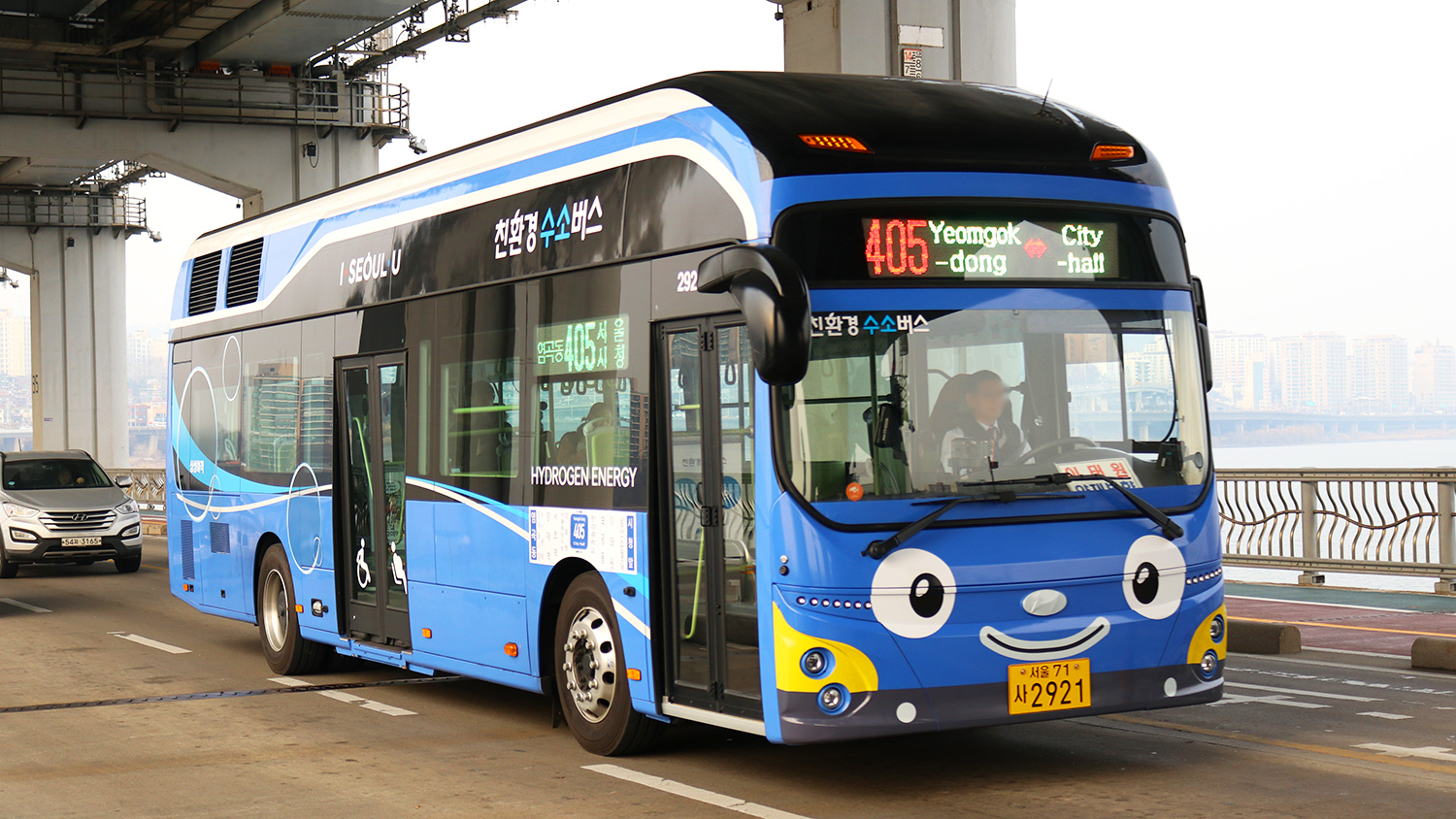
Elec City FCEV в Сеуле
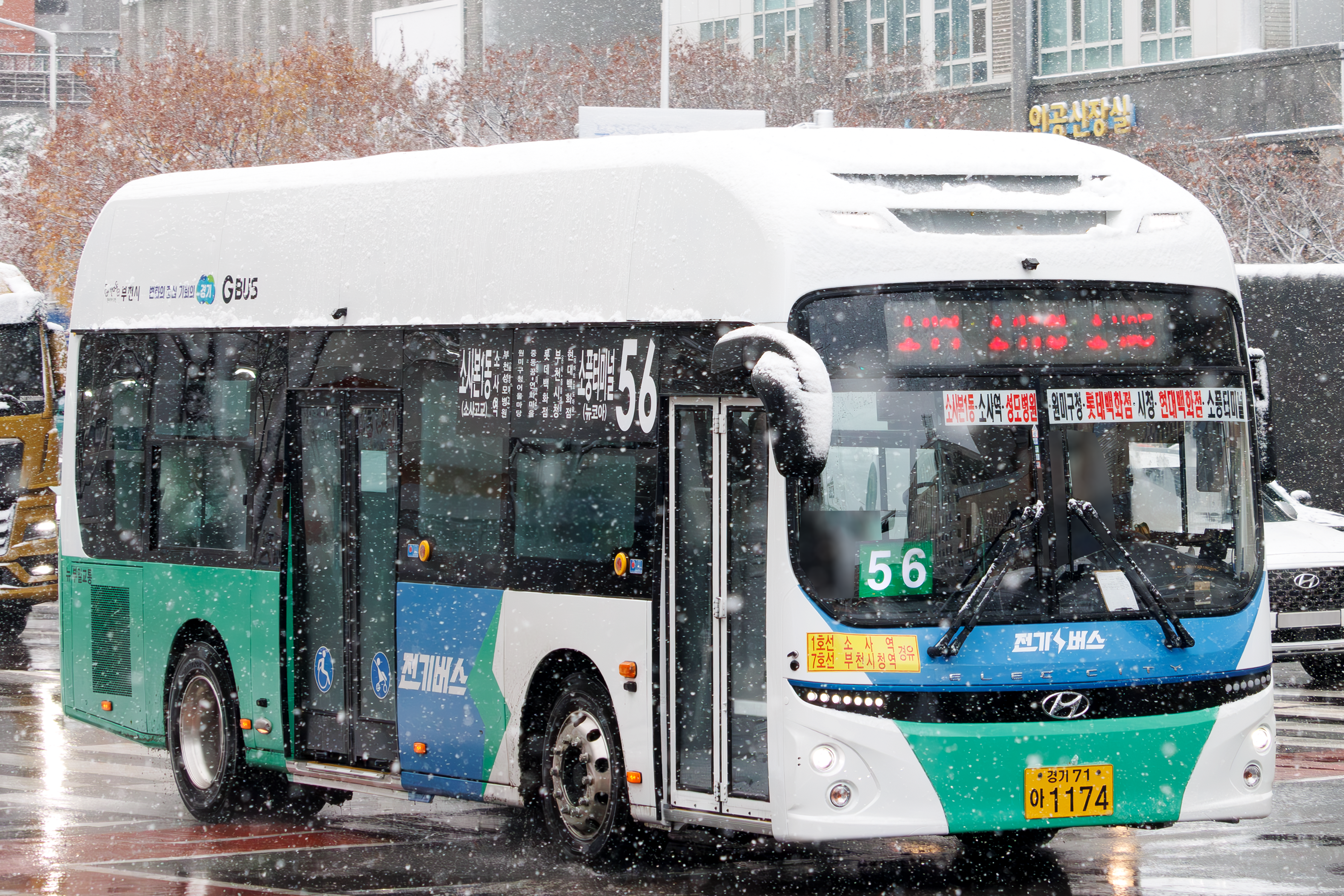
Elec City Town в Пучхоне